# 17036 Krugly
17036 Krugly este un asteroid din centura principală de asteroizi.

## Descriere
17036 Krugly este un asteroid din centura principală de asteroizi. A fost descoperit pe 22 martie 1999 la Stația Anderson Mesa în cadrul programului LONEOS. El prezintă o orbită caracterizată de o semiaxă mare de 2,53 ua, o excentricitate de 0,09 și o înclinație de 2,5° în raport cu ecliptica.